# Sainte-Agathe, Puy-de-Dôme
Sainte-Agathe är en kommun i departementet Puy-de-Dôme i regionen Auvergne-Rhône-Alpes i centrala Frankrike. Kommunen ligger i kantonen Courpière som tillhör arrondissementet Thiers. År 2022 hade Sainte-Agathe 171 invånare.

## Befolkningsutveckling
Antalet invånare i kommunen Sainte-Agathe
| Referens: INSEE |